# Els Torms
Els Torms és un municipi de la comarca de les Garrigues.
La principal activitat de la vila és l'agricultura, on destaquen els seus cultius d'oliveres i ametllers.
El seu terme municipal limita al nord amb el del Soleràs, a l'est amb el de Juncosa, al sud amb el de Bellaguarda i a l'oest amb el de la Granadella.
Com a punts d'interès turístic destaquen l'escola Joan Benet i Petit, la qual va ser una de les quatre que va fer construir la Mancomunitat a Catalunya l'any 1916 i l'única que queda en peu; l'església de sant Joan Baptista, d'estil barroc, que data de l'any 1714; els frondosos boscos de pins, alzina i una mica de roure que dibuixen un magnífic paisatge, o les diferents fonts naturals com la Font Joana.
L'economia dels Torms es basa en l'agricultura i principalment amb la producció d'oli d'oliva d'excel·lent qualitat, reconegut amb diversos premis. En el municipi podem trobar dues cooperatives, la local i una privada molt premiades internacionalment. A més, es fabriquen diferents productes com la mel, una de les millors de la península, i vi que fabrica la gent del poble per al consum propi i altres productes com ametlles garapinyades, avellanes, etc.
En les diverses festes que se celebren al municipi, cal remarcar la Festa Major i la festa de Sant Joan en honor del patró del poble.

## Geografia
- Llista de topònims dels Torms (Orografia: muntanyes, serres, collades, indrets..; hidrografia: rius, fonts...; edificis: cases, masies, esglésies, etc).

## Llocs d'interès
- L'escola. El dia 10 de maig de 1918 s'inaugurava l'escola dels Torms. Els alumnes i el mestre Joan Benet i Petit havien guanyat el primer premi d'un concurs de redacció escolar celebrat a Lleida. El premi consistia en la construcció d'una escola nova. L'escola va ser, doncs, una de les quatre que, a manera d'experiència pilot, la Mancomunitat de Catalunya havia establert[2] segons les directrius pedagògiques més avançades de l'època. El dissabte 20 d'abril de 1985, gairebé 70 anys després, el president de la Generalitat de Catalunya, el Senyor Jordi Pujol, va visitar el poble amb motiu del reconeixement de l'escola dels Torms com a monument històric de la mancomunitat de Catalunya. L'escola va ser tancada l'any 2012 per manca d'alumnes, només quatre.[cal citació]

- L'església. L'església dels Torms és un edifici del segle xviii (1700-1714). Té la façana d'estil barroc, amb la portalada ricament esculpida. El campanar és vuitavat de tres cossos i acabat en cúpula.[3] Està dedicada a Sant Joan Baptista, patró del poble. Durant la Guerra Civil van ser destruïts molts sants de l'interior de l'església així com el de la façana principal exterior. L'església va estar molts anys sense cap imatge en aquesta façana fins que l'any 1995 es col·locà de nou la figura de Sant Joan Baptista, en mig d'una gran festa popular. En les darreres dècades s'hi han anat fent reformes com, la restauració de la façana principal, pintar l'interior o reparar la teulada del campanar la qual va ser parcialment destruïda per un fort llamp.[cal citació]

- El Gran Casal. El Gran Casal és un edifici construït el 1963, que evoca el Liceu de Lleida sota la inspiració del pedagog lleidatà Frederic Godàs. Té múltiples funcions, serveix de sala del ball per les diferents festes que es fan al poble, s'hi realitzen dinars i sopars populars, reunions, exposicions, projeccions de cinema, etc. Al mateix edifici del Gran Casal també hi ha el bar del poble.[cal citació]

- La cova dels moros. És una cova situada a la zona nord de la Punta al Salagut a on, segons diu la història, al segle viii els cristians buscant protecció dels musulmans s'hi van amagar i no van ser trobats. Durant molts anys ha estat zona de joc i d'imaginació per als més petits.[cal citació]

## Festes
En les diverses festes que se celebren al municipi, cal remarcar la Festa Major, que és el primer cap de setmana de maig i consta de diverses activitats per a totes les edats, la festa de Sant Joan en honor del patró del poble, la castanyada, carnaval o la setmana cultural que es realitza l'última setmana d'octubre.
- La festa major: La Festa Major dels Torms se celebra el primer cap de setmana de maig. Comença el divendres i acaba el dimarts per la matinada. S'hi fan activitats de tota classe i per a totes les edats, com el dinar de germanor, orquestres, tir al plat, partit de futbol sala, discomòbil, etc.

- Sant Joan: El dia 24 de juny, els Torms celebra la diada de Sant Joan Baptista amb motiu del patró del poble. La festa consta d'una processó pel poble i una missa en honor de Sant Joan Baptista al matí. A la nit s'organitza un sopar seguit de la revetlla i la típica foguera, amb orquestra fins a altes hores de la matinada.

- Setmana Cultural: La Setmana Cultural es realitza l'última setmana d'octubre. Cada dia es fa una xerrada sobre un tema diferent, sobre temes que poden interessar a tot el poble. A part també es fan exposicions al centre social i al casal. Finalment, es conclou la setmana cultural amb la festa de la Castanyada, que consta d'un sopar popular seguit de ball i disco-mòbil.

- La calçotada: Al voltant del tercer cap de setmana de Març, es fa la calçotada. S'organitza un dinar on es couen quilos i quilos de calçots que fan les delícies de tots els comensals que omplen a arrebossar la sala del ball del poble. Després dels calçots es reparteix carn i llonganissa a la brasa. Com que és un dinar on s'apunta moltíssima gent, tant del poble com de fora, el dia abans ja en comencen els preparatius de la festa, on ajuden tots els habitants dels Torms.

- Altres festes: Durant l'any també es fan altres festes que organitzen les diferents associacions del poble, com ara la festa de la gent gran, la festa del jovent, el sopar de l'associació de dones, carnaval, etc.

## Demografia
| 1497 f | 1515 f | 1553 f | 1717 | 1787 | 1857 | 1877 | 1887 | 1900 | 1910 |
| ------ | ------ | ------ | ---- | ---- | ---- | ---- | ---- | ---- | ---- |
| -      | 10     | 9      | 38   | 195  | 435  | 477  | 469  | 449  | 480  |

| 1920 | 1930 | 1940 | 1950 | 1960 | 1970 | 1981 | 1990 | 1992 | 1994 |
| ---- | ---- | ---- | ---- | ---- | ---- | ---- | ---- | ---- | ---- |
| 490  | 424  | 397  | 368  | 283  | 246  | 228  | 215  | 211  | 211  |

| 1996 | 1998 | 2000 | 2002 | 2004 | 2006 | 2008 | 2010 | 2012 | 2014 |
| ---- | ---- | ---- | ---- | ---- | ---- | ---- | ---- | ---- | ---- |
| 198  | 195  | 197  | 194  | 184  | 189  | 180  | 171  | 169  | 148  |

| 2016 | 2018 | 2020 | 2022 | 2024 | 2026 | 2028 | 2030 | 2032 | 2034 |
| ---- | ---- | ---- | ---- | ---- | ---- | ---- | ---- | ---- | ---- |
| 149  | 151  | 138  | 149  | 137  | -    | -    | -    | -    | -    |